# عباس میرحیدری
عباس میرحیدری زاده ۱۳۳۱ ورامین سیاست‌مدار، نماینده سابق دورهٔ دوم مجلس شورای اسلامی در حوزه انتخابیه شهرستان شهریار و رباط کریم بود.